# Petäikönsaari
Petäikönsaari är en ö i Finland. Den ligger i sjön Säynätjärvi och i kommunen Sankt Michel i den ekonomiska regionen  S:t Michel och landskapet Södra Savolax, i den södra delen av landet, 190 km nordost om huvudstaden Helsingfors. Öns area är 0,3 hektar och dess största längd är 110 meter i sydöst-nordvästlig riktning.